# STS-59
STS-59 (englisch Space Transportation System) ist eine Missionsbezeichnung für das US-amerikanische Space Shuttle Endeavour (OV-105) der NASA. Der Start erfolgte am 9. April 1994. Es war die 62. Space-Shuttle-Mission und der sechste Flug der Raumfähre Endeavour.

## Mannschaft
- Sidney Gutierrez (2. Raumflug), Kommandant
- Kevin Chilton (2. Raumflug), Pilot
- Linda Godwin (2. Raumflug), Missionsspezialistin
- Jerome Apt (3. Raumflug), Missionsspezialist
- Michael Clifford (2. Raumflug), Missionsspezialist
- Thomas Jones (1. Raumflug), Missionsspezialist

Apt und Godwin hatten bereits die Mission STS-37 gemeinsam bestritten.

## Missionsverlauf
Bei ihrem sechsten Flug brachte die Endeavour das Space Radar Laboratory 1 in eine Umlaufbahn. Es war in der Nutzlastbucht des Shuttle untergebracht, die es fast vollständig füllte. Drei Radargeräte und ein weiterer Messkomplex gehörten zur wissenschaftlichen Ausrüstung. Das Space Imaging Radar (SIR-C) bestand aus zwei 11,8 m langen Antennen, die Signale mit den Wellenlängen 23,5 cm und 5,8 cm aussandten und deren Echos empfingen. Erstmals wurden die Radarwellen sowohl horizontal als auch vertikal polarisiert. Ergänzt wurden die Messungen durch das in Europa entwickelte System X-SAR (X-Band Synthetic Aperture Radar), das mit einer Wellenlänge von 3,1 cm arbeitete. Aus den Veränderungen der reflektierten Wellen lassen sich Aussagen über die Oberflächenbeschaffenheit der Erde gewinnen.
Ziele der Mission waren die Anfertigung neuer Karten, die Suche nach Bodenschätzen und vor allem ökologische Erkenntnisse über rund 4000 verschiedene Gebiete. Diese reichten von den schneebedeckten Hängen der Ötztaler Alpen über das amerikanische Mammutgebirge, die bolivianischen Anden und die Bermuda-Inseln bis zu russischen Wäldern, Wüsten der Sahelzone und australischem Busch. Untersucht wurden die verschiedensten Formationen: Gebirgsregionen, Meeresgebiete, Urwälder, Wüsten, Großstädte, landwirtschaftliche Nutzgebiete, Industrieregionen und Vulkane. Insgesamt wurden 12 % der Erdoberfläche erfasst, darunter ein Viertel der gesamten Landmasse unseres Planeten. Die Daten wurden an Bord der Raumfähre aufgezeichnet. Daraus wurden später mehrfarbige Bilder zusammengesetzt, die eine hohe Auflösung besitzen und Aussagen über Bodenbeschaffenheit, Bodenfeuchte und Vegetation ermöglichten. Überblicksdaten wurden noch während des Fluges zu einer Bodenstation übermittelt. Zur Ergänzung wurden außerdem 14.000 Fotos der betreffenden Regionen angefertigt. Auf der Erde sammelten Wissenschaftler währenddessen in 19 Referenzgebieten Vergleichsdaten.
Während des gesamten Fluges wurde mit dem Messkomplex MAPS (Measurement of Air Pollution from Space) die Kohlenmonoxidkonzentration in der unteren Atmosphäre (Troposphäre) ermittelt. Diese Daten sollen Rückschlüsse darauf geben, wie der natürliche Abbau von Treibhausgasen abläuft. Weitere Experimente an Bord der Endeavour betrafen den Gewebeverlust in der Schwerelosigkeit und die Effektivität körperlichen Trainings mit einem Fahrradergometer. Mehrmals hatten die STS-59-Astronauten Funkkontakt zu US-amerikanischen Schulen, russischen und US-amerikanischen Raumfahrern am Boden und in der Raumstation Mir.
An Bord der Raumfähre befanden sich Getaway-Special-Experimente im Frachtraum. Diese wurden von ausgewählten Schülern und Studenten in St. Louis entwickelt und die Ergebnisse nach Vollendung der Mission zurück an diese gesendet.
Während der ersten Aktivierung des X-SAR berichtete die Bodenkontrolle, dass sie nicht in der Lage wäre, die Verstärker vollständig zu aktivieren, welche den Strom für das Instrument lieferten. Das Problem lag an einer zu geringen elektrischen Spannung innerhalb des Verstärkers. Die Ingenieure konnten sich die Ursache des Problems jedoch nicht erklären, weshalb sie die Verstärker für drei Stunden vom Netz nahmen. Wie sich später herausstellte, lag das Problem in einem zu empfindlich eingestellten Stromkreisschutz, einer Art elektrische Sicherung. Die Ingenieure des Labors überbrückten die Sicherung und schalteten die Instrumente wieder an, welche danach ohne weitere Zwischenfälle liefen.
Gegen Ende der Mission wurde aufgrund ausreichender Reserven der Flug um einen Tag verlängert. Anschließend war es wegen schlechten Wetters in Florida erforderlich, die Landung erneut zu verschieben. Nach elftägigem Flug musste die Endeavour dann aber doch in Kalifornien landen. Die Daten des Fluges sind so umfangreich, dass sie zwanzigtausend Enzyklopädien füllen würden.